# Val-des-Lacs
Val-des-Lacs es un municipio canadiense situado en la provincia de Quebec.

## Superficie
Val-des-Lacs tiene una superficie de 126,7 km².

## Demografía
En 2021, tenía 750 habitantes, una densidad poblacional de 5,9 hab./km², y 822 viviendas.